# Szabad Sajtó-díj
A Szabad Sajtó-díj a Szabad Sajtó Alapítvány által odaítélt díj, melyet 1994 óta adnak át 1848. március 15-re emlékezve az újságíráshoz kötődő személyeknek.

## A kitüntetettek
- 1994. Bölcs István
- 1995. Pikó András
- 1996. Váncsa István, Hizsnyai Zoltán
- 1997.
- 1998. Lévai Katalin, Szigethy András
- 1999.
- 2000.
- 2001.
- 2002. Eötvös Pál, Gálvölgyi János
- 2003. Mérleg, Pikó András
- 2004. A Magyar Televízió Provokátor című műsora, Nagy N. Péter
- 2005. Jászberényi Sándor, Aczél Endre
- 2006. Mihancsik Zsófia
- 2007. Inotai Edit, Horváth Sándor, Klemm József, Szále László
- 2008. Féderer Ágnes, Friderikusz Sándor
- 2009. Ágoston Hugó, Andrassew Iván, Magyar Televízió Az este című műsor szerkesztősége.
- 2010.
- 2011. Markó Béla, Martin Schulz, Vörös T. Károly, Porcsin Zsolt, Hazafi Zsolt
- 2012. Ónody-Molnár Dóra, Szilágyi Ákos, Szigeti László, Szalay Zoltán; különdíj: Földes György, Szepesi György
- 2013. Mészáros Antónia, Spiró György, Pungor András, Föld S. Péter, Szabadság
- 2014. Doros Judit, Parti Nagy Lajos, Pikó András, Tibori Szabó Zoltán
- 2015. Grecsó Krisztián, Pápai Gábor, Kanadai Magyar Hírlap, Hovanyecz László
- 2016. Bombera Krisztina, Galkó Balázs, Klecska Ernő
- 2017. Rónai Egon, Láposi Elza, Szüts Miklós
- 2018. Lakner Zoltán, Németh Péter, Papp Réka Kinga
- 2019. Alföldi Róbert, Gál J. Zoltán, Rózsa Péter[1]
- 2020. Csákányi Eszter, Kardos Ernő[2]